# Saurodactylus mauritanicus
El geco magrebí (Saurodactylus mauritanicus) es una especie de reptil escamoso de la familia Sphaerodactylidae. 

## Descripción
Su pequeño tamaño, de hasta 35 mm de longitud corporal, le hace ser bastante difícil de localizar. Su actividad es mayormente nocturna. No hay demasiada información acerca de este reptil.

## Distribución
Se distribuye por el norte de Marruecos, el noroeste de Argelia y algunos islotes mediterráneos. En España es una especie que sólo se conocía de Melilla y sus alrededores (pinares de Rostrogordo), de los tres islotes de Chafarinas y del Peñón de Vélez de la Gomera. Desde hace unos años se sabe que también está presente en Alborán, un islote de apenas ocho hectáreas incluido en el término municipal y la provincia de Almería.

## Hábitat
En Marruecos y Argelia puede encontrarse por encima de los 850 m s. n. m., en España no sobrepasa los 50 m.
Se encuentra en zonas rocosas áridas y semiáridas, con ligeras pendientes, escondidos entre las rocas o entre la vegetación del suelo.

## Subespecies
- Saurodactylus mauritanicus brosseti, Bons & Pasteur, 1957. Bons y Geniez (1996) lo consideran especie propiamente dicha y así lo trata la IUCN.[1]
- Saurodactylus mauritanicus mauritanicus, (Duméril & Bibron, 1836)